# Diastatops dimidiata
Diastatops dimidiata är en trollsländeart som först beskrevs av Carl von Linné 1758.  Diastatops dimidiata ingår i släktet Diastatops och familjen segeltrollsländor. IUCN kategoriserar arten globalt som livskraftig. Inga underarter finns listade i Catalogue of Life.